# ريتشارد ديوتش
ريتشارد ديوتش (بالإنجليزية: Richard Deutsch)‏ هو نحات أمريكي، ولد في 1953 في لوس أنجلوس في الولايات المتحدة.